# Petelea
Petelea – wieś w Rumunii, w okręgu Marusza, w gminie Petelea. W 2011 roku liczyła 2683 mieszkańców.